# Hellmuth Walter Kommanditgesellschaft
Hellmuth Walter Kommanditgesellschaft (HWK), també coneguda como Walter-Werke, va ser una companyia alemanya fundada pel professor Hellmuth Walter a Kiel el 1935, dedicada a la investigació i desenvolupament de motors propulsats por peròxid de hidrogen.

## Història
Fundada el juliol de 1935 per a poder desenvolupar els seus experiments amb la Turbina Walter per a motoritzar U-boots, com els U-boot tipus XVII i XVIII.
Durant la Segona Guerra Mundial, la HWK va desenvolupar una gran varietat de motors de coet, com el motor experimental Walter R 1-203, el motor per a l'enlairament assistit (RATO) Starthilfe (Walter HWK 109-500), i el motor per a míssils Walter HWK 109-507, abans de desenvolupar el motors de propulsió (Walter HWK 109-509) per a avions interceptors instal·lat en el Messerschmitt Me 163 Komet i el Bachem Ba 349 Natter. HWM va dissenyar la catapulta de vapor que es feia servir per llançar la bomba volant V-1. El vapor es generava mitjançant la combinació de T-Stoff i Z-Stoff.
La companyia va deixar d'existir el 1945 i Hellmuth Walter va continuar els seus treballs als Estats Units.